# Грб Валоније
Грб Валоније и Француске заједнице у Белгији, званично је усвојен 3. јула 1993. године.
То је традиционални грб овог региона и приказије подебљаног црвеног петла на златном пољу. То је истовремено симбол и Валоније и уопште француске заједнице у Белгији. На грбу се налази болдовани (смели или подебљани) црвени петао, а његова десна нога је подигнута, док је његов кљун затворен. Негде се овај петао назива и борбени петао. Поље грба је златне боје. Боје петла и позадине су преузете од традиционалних боја града Лијежа. 
Овај грб су, пре његовог усвајања као званичног, истицали и неки валонски покрети.